# Sveriges ambassad i Köpenhamn

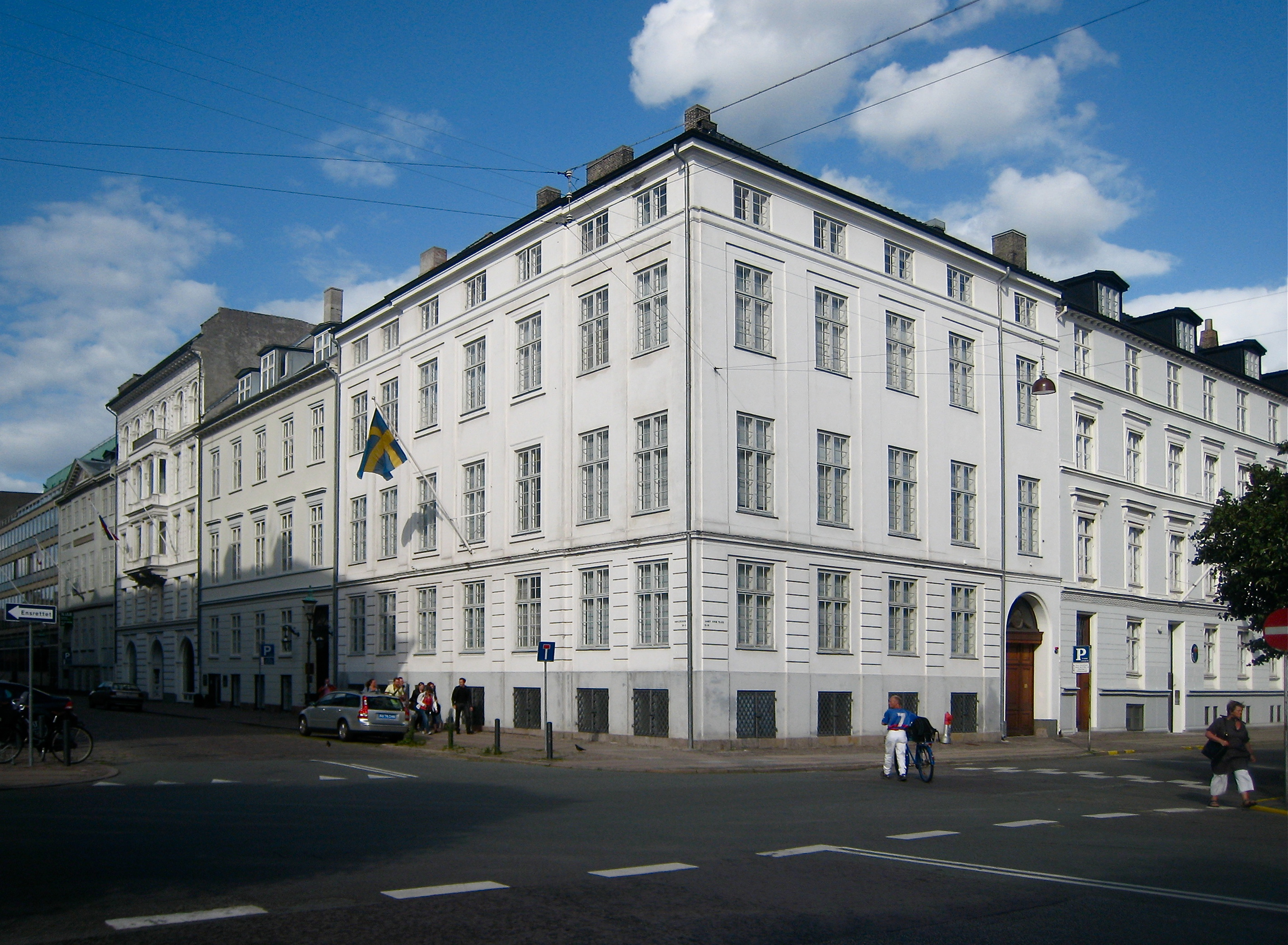
Ambassadörens residens 2009.

Sveriges ambassad i Köpenhamn är Sveriges diplomatiska beskickning i Danmark, vilken är belägen i Köpenhamn.

## Fastighet
Från 1921 till 2018 var både ambassadens kansli och ambassadörens residens belägna på Sankt Annæ Plads 15 i ambassadkvarteren mellan Nyhavn och Amalienborg. Residenset uppfördes 1753 efter ritningar av hovbyggmästaren Nicolai Eigtved och byggherre var timmerhandlaren Johan Jegind. Kanslibyggnaden uppfördes 1853 av okänd arkitekt. Fastigheterna förvärvades den 15 september 1921 av den svenska staten. Statens representant vid förvärvet var dåvarande beskickningschefen baron Joachim Beck-Friis. Priset var 450 000 danska kronor. Efter köpet genomfördes en renovering av den svenska arkitekten Torben Grut med assistans av den danska arkitekten Flemming Grut. Den senare deltog under perioden 1940–1970 också i ett flertal renoveringar och ombyggnationer.
Ambassadkansliet flyttade i september 2018 till Amaliegade 5A. Ambassadörens residens är fortsatt beläget på Sankt Annæ Plads 15A.

## Beskickningschefer
| Namn                                | Period    | Funktion                       |
| ----------------------------------- | --------- | ------------------------------ |
| Per Adlerfelt                       | 1719–1725 | Envoyé                         |
| Nils Örncrona                       | 1727–1734 | Minister                       |
| Anders Skutenhjelm                  | 1734–1739 | Minister                       |
| Nils Palmstierna                    | 1739–1741 | Envoyé                         |
| Nils Palmstierna                    | 1741–1744 | Ministre plénipotentiaire      |
| Carl Gustaf Tessin                  | 1743–1744 | Ambassadör                     |
| Carl Fredrik von Höpken             | 1744–1748 | Minister                       |
| Otto Fleming                        | 1748–1751 | Minister                       |
| Otto Fleming                        | 1751–1756 | Envoyé                         |
| Carl Alexander von Ungern-Sternberg | 1756–1760 | Envoyé                         |
| Johan Vilhelm Sprengtporten         | 1761–1787 | Envoyé                         |
| Adam Horn                           | 1766–1766 | Ambassadör                     |
| Gustaf d'Albedyhll                  | 1784–1789 | Minister                       |
| Carl Jacob von Schlaff              | 1789–1790 | Chargé d’affaires              |
| Johan Vilhelm Sprengtporten         | 1787–1795 | Ambassadör                     |
| Fredrik Wilhelm von Ehrenheim       | 1790–1794 | Chargé d’affaires              |
| Fredrik Wilhelm von Ehrenheim       | 1794–1797 | Minister                       |
| Fredrik Wilhelm von Ehrenheim       | 1797–1797 | Minister                       |
| Carl Gustaf Oxenstierna             | 1798–1808 | Ministre plénipotentiaire      |
| Carl Gustaf Oxenstierna             | 1810–1813 | Envoyé                         |
| Johan Henrik Tawast                 | 1814–1821 | Envoyé                         |
| Carl Hochschild                     | 1821–1836 | Envoyé                         |
| Elias Lagerheim                     | 1836–1856 | Envoyé                         |
| Christian Adolph Virgin             | 1856–1858 | Envoyé                         |
| Carl Wachtmeister                   | 1858–1861 | Envoyé                         |
| Henning Ludvig Hugo Hamilton        | 1861–1864 | Envoyé                         |
| Oscar Magnus Fredrik Björnstjerna   | 1864–1865 | Ministre plénipotentiaire a.i. |
| Carl Wachtmeister                   | 1865–1868 | Envoyé                         |
| Eugène von Stedingk                 | 1868–1869 | Ministre plénipotentiaire a.i. |
| Eugène von Stedingk                 | 1869–1870 | Envoyé                         |
| Lave Gustaf Beck-Friis              | 1870–1902 | Envoyé                         |
| Ove Gude                            | 1902–1905 | Envoyé                         |
| Knut Hjalmar Leonard Hammarskjöld   | 1905–1907 | Envoyé                         |
| Ernst Axel Günther                  | 1908–1918 | Envoyé                         |
| Joachim Beck-Friis                  | 1918–1928 | Envoyé                         |
| Oskar Ewerlöf                       | 1928–1934 | Envoyé                         |
| Carl Hamilton                       | 1934–1941 | Envoyé                         |
| Gustaf von Dardel                   | 1941–1947 | Envoyé                         |
| Gustaf von Dardel                   | 1947–1948 | Ambassadör                     |
| Herman Eriksson                     | 1948–1949 | Ambassadör                     |
| Gustaf von Dardel                   | 1948–1949 | Ambassadör t.f.                |
| Hans Gustaf Beck-Friis              | 1949–1956 | Ambassadör                     |
| Stig Sahlin                         | 1957–1963 | Ambassadör                     |
| Rolf R:son Sohlman                  | 1964–1965 | Ambassadör                     |
| Ragnvald Bagge                      | 1965–1969 | Ambassadör                     |
| Herman Kling                        | 1969–1973 | Ambassadör                     |
| Hubert de Besche                    | 1973–1977 | Ambassadör                     |
| Tord Hagen                          | 1977–1980 | Ambassadör                     |
| Carl Swartz                         | 1980–1981 | Ambassadör                     |
| Claës Ivar Wollin                   | 1981–1984 | Ambassadör                     |
| Carl De Geer                        | 1984–1988 | Ambassadör                     |
| Anders Ferm                         | 1988–1990 | Ambassadör                     |
| Carl-Johan Groth                    | 1990–1996 | Ambassadör                     |
| Håkan Berggren                      | 1996–2000 | Ambassadör                     |
| Carl-Magnus Hyltenius               | 2000–2005 | Ambassadör                     |
| Lars Grundberg                      | 2005–2010 | Ambassadör                     |
| Inga Eriksson Fogh                  | 2010–2015 | Ambassadör                     |
| Fredrik Jörgensen                   | 2015–2020 | Ambassadör                     |
| Charlotte Wrangberg                 | 2020–2024 | Ambassadör                     |
| Hans Wallmark                       | 2024–idag | Ambassadör                     |